# Volkswagen LT46
Volkswagen LT46 − samochód w zależności od typu zabudowy ciężarowy lub autobus miejski klasy mikro, produkowany przez firmę Volkswagen.
Minibus "Volkswagen LT46" powstał na bazie najcięższego modelu rodziny samochodów dostawczych Volkswagen LT o dopuszczalnej masie całkowitej 4,6 tony. Model bazowy często był również konwertowany na autobusy przez niezależne firmy.

## Volkswagen LT46 bus w Polsce
| Miasto    | Przewoźnik    | Lata dostawy | Liczba |
| --------- | ------------- | ------------ | ------ |
| Krotoszyn | MZK Krotoszyn | 2002         | 1      |
| Olsztyn   | MPK Olsztyn   | 2000         | 4      |
| Łuków     | PKS Łuków     | 2003         | 4      |
| Suma      | Suma          | Suma         | 9      |

Autobus ten znajduje się również na stanie wielu przewoźników prywatnych, także wykonujących przewóz na liniach regularnych.